# Кшиве (Мронґовський повіт)
Кшиве (пол. Krzywe, нім. Krummendorf) — село в Польщі, у гміні Мронгово Мронґовського повіту Вармінсько-Мазурського воєводства.
Населення — 189 осіб (2011).

## Демографія
Демографічна структура станом на 31 березня 2011 року:
|          | Загалом | Допрацездатний вік | Працездатний вік | Постпрацездатний вік |
| -------- | ------- | ------------------ | ---------------- | -------------------- |
| Чоловіки | 101     | 23                 | 71               | 7                    |
| Жінки    | 88      | 21                 | 52               | 15                   |
| Разом    | 189     | 44                 | 123              | 22                   |